# Airòs e Arboish
Airòs e Arboish (en francès Ayros-Arbouix) és un municipi francès situat al departament dels Alts Pirineus i a la regió d'Occitània.

## Demografia
| 1962                                       | 1968 | 1975 | 1982 | 1990 | 1999 | 2007 |
| ------------------------------------------ | ---- | ---- | ---- | ---- | ---- | ---- |
| 220                                        | 228  | 235  | 256  | 230  | 231  | 323  |
| Des de 1962: població sense dobles comptes |      |      |      |      |      |      |

## Administració
| Període   | Identitat          | Partit |
| --------- | ------------------ | ------ |
| 1965-1977 | André Sempé        |        |
| 1977-1989 | Louis Pédarribes   |        |
| 1989-     | Jean-Louis Pambrun |        |